# Julie Benz
Julie M. Benz (ur. 1 maja 1972 w Pittsburghu) – amerykańska aktorka. grała m.in. w filmie Piła V i serialach telewizyjnych Dexter, Gotowe na wszystko, Anioł ciemności i Buffy: Postrach wampirów.
W 2006 roku za rolę Rity Benett w serialu Dexter otrzymała nagrodę Satelita dla Najlepszej Aktorki Drugoplanowej w serialu, miniserialu lub filmie telewizyjnym.

## Życiorys

### Młodość
Benz urodziła się w mieście Pittsburgh, stan Pensylwania. Jej ojciec jest chirurgiem w tym mieście, a matka uprawiała łyżwiarstwo figurowe.
Rodzina osiadła w pobliżu miejscowości Murrysville, gdy Benz miała 2 lata, a gdy miała rok więcej, zaczęła jeździć na lodzie. W 1988 roku jako juniorka wystartowała w Mistrzostwach USA w łyżwiarstwie figurowym w kategorii par tanecznych razem z Davidem Schillingiem, kończąc zawody na 13. miejscu. Jej rodzeństwo, Jeffrey i Jennifer, było w 1987 roku mistrzami USA juniorów w łyżwiarstwie figurowym, a następnie startowali w zawodach międzynarodowych. W wieku 14 lat doznała kontuzji nogi i zaprzestała treningów. Dorastała w Murrysville, gdzie ukończyła Franklin Regional High School.
W wieku 15 lat jej instruktor gry aktorskiej zaopiniował, że nigdy nie będzie aktorką. Benz: „Pamiętam, że nauczyciel powiedział mi, iż nawet nie powinnam próbować aktorstwa. Wciąż mam kartę z wpisem, gdzie napisano – Nigdy nie będziesz aktorką. Masz okropny głos. To była najlepsza rzecz jaka mogła mi się przydarzyć, ponieważ postanowiłam: Ja ci pokażę.”
Gdy w 1989 roku zakończyła karierę łyżwiarską, Benz zaczęła występować w miejscowym teatrze, gdzie zagrała w sztuce Street Law. Jej pierwszą rolą był niewielki występ w The Black Cat, części horroru Oczy Szatana, w reżyserii Dario Argento/George A. Romero (1990), gdzie wystąpiła w scenie z Harveyem Keitelem. Rok później (1991) wystąpiła w sitcomie Hi Honey, I’m Home, którego emisji zaprzestano po dwóch sezonach (13 odcinków + 1 niewyemitowany).
Po ukończeniu liceum Benz dostała się na New York University, gdzie studiowała aktorstwo. Po uzyskaniu dyplomu w 1993 roku przeniosła się do Los Angeles. W 1994 roku wystąpiła w jednym z odcinków serialu Świat według Bundych, gdzie zagrała dziewczynę zakochaną w Budzie Bundy.
W tym czasie zagrała też role w pilocie serialu telewizyjnego Cross Town Traffic (odpowiedzialny Aaron Spelling), a w 1995 roku w innym pilocie Empire. Oba filmy nie doczekały się kontynuacji. Pojawiła się w niewielkich rolach w sitcomach Pod koszem, Wysoka fala, Krok za krokiem, Chłopiec poznaje świat, zagrała również niedużą rolę w filmie The Barefoot Executive (remake filmu z 1971 roku zrealizowany w 1995). Pokazała się również w filmie Czarna owca, a także wystąpiła w epizodach w serialach Diagnoza morderstwo, Sliders, Ostatni do wzięcia. Zagrała Christy w filmie telewizyjnym Zagubione serca, a także główną rolę jako Julie Falcon w filmie Wirtualny azyl.

### Kariera
W 1996 roku Benz wzięła udział w castingu do roli Buffy Summers w serialu Buffy: Postrach wampirów (1997), ale przegrała z Sarah Michelle Gellar. Zaoferowano jej za to niewielką rolę wampirzycy o imieniu Darla w pilocie serialu. Jej występ zebrał dobre recenzje, więc kreowana przez nią postać pojawiła się jeszcze w kilku odcinkach. W roli Darli wystąpiła ponownie (1999 rok) w kontynuacji przygód Buffy w serialu Anioł ciemności (w głównej roli David Boreanaz). Rola ta pomogła jej w przyspieszeniu kariery. W 1997 roku wystąpiła w małej roli recepcjonistki w filmie Lepiej być nie może. Do końca XX wieku pojawiła się w telewizji w takich produkcjach jak: The Big Easy, Droga do sławy. Wystąpiła w krótkometrażowym filmie Eating Las Vegas i niekontynuowanym pilocie Veronica’s Video, zagrała również niewielkie role w filmach A Walton Easter i Abbottowie prawdziwi.
W 1998 roku otrzymała rolę Joplin Russell w serialu telewizyjnym Zapytaj Harriet, lecz zaniechano tej produkcji, a aktorka zdążyła zagrać w dwóch wyemitowanych odcinkach. Pojawiła się gościnnie w jednym z odcinków serialu Diabli nadali. Zagrała w czarnej komedii Cukiereczek i niezależnej komedii Dirt Merchant, zanim nie otrzymała głównej roli w serialu telewizyjnym Payne. Ponadto zagrała rolę działającej pod przykrywką agentki specjalnej FBI, Kathleen Topolsky, w pierwszym sezonie serialu Roswell. Następnie pojawiła się w jednej z głównych ról w horrorze Diabelskie gimnazjum, nie wyemitowanym pilocie Good Guys/Bad Guys, po czym zagrała główną rolę w parodii horrorów Piszcz, jeśli wiesz co zrobiłem w ostatni piątek trzynastego.
W 2000 roku ponownie wcieliła się w rolę Darli w serialu Anioł ciemności występując w każdym sezonie w przynajmniej jednym odcinku (do 2004 roku). Była jedyną nie-Afroamerykanką z głównych bohaterów w komedii romantycznej Bracia. Była gościnnym gospodarzem w show Rendez-View. Zagrała rolę Ellie Sparks w Glory Days, pilocie serialu, który nie został wyemitowany, po tym zrezygnowała z tego projektu. Pojawiła się w serialach Agent w spódnicy i Wybrańcy obcych. Nagrała ścieżkę głosową do gry Hot Shots Golf Fore!, zagrała w krótkim filmie The Midget Stays ine the Picture. W 2003 roku zagrała Królową Dżungli - Ursulę w drugiej części komedii George prosto z drzewa. Pojawiła się w serialach Peacemakers, Coupling, NCIS i Oliver i przyjaciele, a następnie zagrała główną rolę Annie Garrett w produkcji telewizji Hallmark zatytułowanej Czarny koń. Użyczyła głosu postaci Mirandy Keyes w grze Halo 2, ale nie pojawiła się w trzeciej części zastąpiona przez Justis Bolding. Zagrała główną rolę Danielle w filmie Bad Girls From Valley High, produkcji z 2000 roku pod tytułem A Fate Totally Worse Than Death, ale wydanej na DVD w 2005 r. Wystąpiła w niewielkiej roli w zbierającej pozytywne recenzje krytyków sztuce przeniesionej na ekran, Lackawanna Blues (2005). W tym samym roku pojawiła się w produkcji Sci-Fi Channel Locusts: The 8th Plague, gdzie zagrała główną rolę kobiecą – Vicky. Wystąpiła również w wydanym na DVD filmie Osiem milimetrów 2 w roli Lynn (jedna z głównych ról), film podczas produkcji nosił tytuł The Velvet Side of Hell i nie jest kontynuacją 8 mm.
Benz wystąpiła w odcinkach seriali: Nie z tego świata, CSI: Kryminalne zagadki Miami, Prawo i porządek, CSI: Kryminalne zagadki Las Vegas. Otrzymała drugoplanową rolę w szwedzkim filmie Zabij swoich ukochanych, główną rolę w produkcji Lifetime Łańcuch zbrodni oraz znalazła się w obsadzie serialu Dexter jako Rita Bennett. Benz zagrała główną rolę w piątym filmie z serii Piła. W Pile 5 wystąpiła jako Brit, agentka nieruchomości, która jest jedną z pięciu ofiar mordercy Jigsaw. Pojawiła się także w drugoplanowej roli jako Angela w filmie Punisher: Strefa wojny.
W 2008 zagrała u boku Sylvestra Stallone w filmie John Rambo, czwartym z serii (główna rola żeńska).
Zagrała tytułową rolę w filmie krótkometrażowym Kidnapping Caitlynn, do którego scenariusz napisała jej przyjaciółka Jenny Mollen. Film miał premierę podczas Vail Film Festival w 2009 roku, a w wersji online ukazał się 6 kwietnia tegoż roku. W tym samym roku zagrała główną rolę w filmie Held Hostage jako Michelle Estey. Również główną rolę, jako Johnny Prenitss, zagrała w produkcji Hallmark Channel zatytułowanej Uwolnione uczucia, która miała premierę w Wielkiej Brytanii w lipcu 2009 roku, a w USA w marcu 2010 r. Na ekranie pojawiła się także jako główna postać kobieca Agentka Specjalna Eunice Bloom w filmie Święci z Bostonu 2: Dzień Wszystkich Świętych, który emitowany był w ograniczonym zakresie od października 2009, a w marcu 2010 roku został wydany na DVD. W 2010 roku zagrała główną rolę w filmie Sypialnie jako Anna oraz jako Frankie w filmie Answers to Nothing (emisja w 2011). Zagrała również gościnnie w ostatnim odcinku 7. serii serialu Hawaje 5.0
Benz pojawiła się w show The Soup razem z Joelem McHale. Zagrała również w serialu Gotowe na wszystko rolę Robin Gallagher. W serialu Dexter grała w latach 2006–2010.
Na początku 2010 roku sieć telewizyjna ABC ogłosiła, że Benz zagra główną rolę Stephanie Powell w pilocie serialu Zwykła/niezwykła rodzinka. Do kwietnia 2011 zagrała w 20 odcinkach serialu, który nie został później kontynuowany.